# Mychajło Wyszywaniuk
Mychajło Wyszywaniuk (ur. 13 października 1952 w Iwaniwcach koło Kołomyi, zm. 18 czerwca 2016) – ukraiński polityk, przewodniczący Iwanofrankiwskiej Obwodowej Administracji Państwowej.
W 1999 ukończył studia na wydziale prawnym Podkarpackiego Uniwersytetu im. Wasyla Stefanyka, w 2002 uzyskał stopień naukowy kandydata nauk ekonomicznych.
Radny rady obwodowej IV i V kadencji (2002-2006, 2006), jest dwukrotnym przewodniczącym Iwanofrankiwskiej Obwodowej Administracji Państwowej (26 lutego 1997 - 3 lutego 2005, od 27 marca 2010).